# Ley balanza

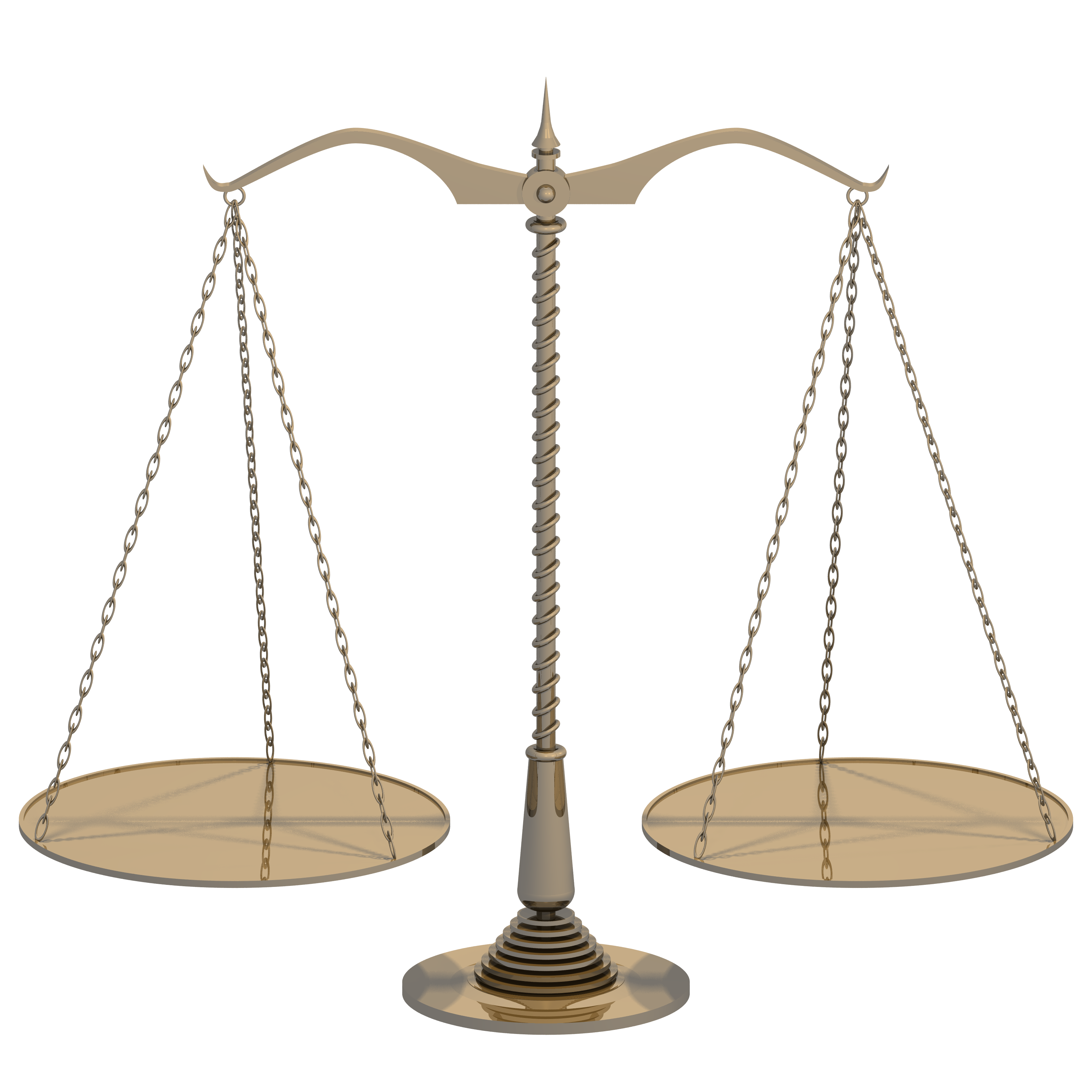
Ley de la balanza

La ley de la balanza forma parte de las leyes compositivas, ya sea en el ámbito fotográfico, pictórico, etc.

## Definición
La ley de la balanza es un criterio compositivo que consiste en colocar dos figuras o grupos de figuras semejantes en tamaño, color, textura o significado a la misma distancia del centro de la composición donde se sitúa el personaje central o centro de atención principal de la obra. Recibe este nombre porque el esquema de composición se asemeja a una balanza de dos platillos con un vástago central.
Esta composición se suele utilizar debido a que proporciona a la fotografía o pintura un equilibro que produce sensación de dinamismo a la imagen.

## Componentes
Como en la naturaleza o el universo, el peso visual es el que determina, en última instancia, el poder de atracción gravitatoria de cada elemento de la composición. Existe cierta confusión entre tener peso y aguantar peso, conceptos que son, sin embargo, curiosamente contrapuestos. Se dice, por ejemplo, que un objeto pesa menos en el lado izquierdo del cuadro que en el derecho y, a la vez, que el lado izquierdo aguanta más peso que el derecho; y es que aguantar más peso significa que las cargas soportadas, siendo las mismas, se aligeran de parte de su densidad visual, es decir, pesan menos. Sin embargo, el peso visual es una cualidad del objeto que difícilmente puede medirse, dado que son muchos los factores que influyen en él alterando toda posible cuantificación, salvo la que pueda arrojar la muy fina balanza de la retina del pintor. En el peso visual influyen, entre otros, los siguientes factores:
- Tamaño: A mayor tamaño corresponde mayor peso.

- Color: Los colores cálidos, como el naranja, pesan más que los fríos, como el azul.

- Ubicación:
  - Una posición fuerte sobre la armazón estructural (es decir, bien centrada o en coincidencia con alguno de los ejes principales          horizontal-vertical y las diagonales) puede aguantar más peso que otra descentrada o alejada de dichos ejes.
  - A mayor profundidad o lejanía, también corresponde mayor peso.
  - Arriba pesa más que abajo.
  - A la derecha pesa más que a la izquierda.

- Tono:
  - Los tonos claros sobre fondo oscuro pesan más que los oscuros sobre fondo claro.
  - A igualdad de fondo, es más pesado el tono que más contraste.
  - Una zona negra tiene que ser mayor que otra blanca para contrapesarla.

- Forma:
  - La forma regular es más pesada que la irregular.
  - La compacidad de la forma respecto a su centro es más pesada que la dispersión de la misma
  - La orientación vertical es más pesada que la oblicua, y ésta, a su vez, es más pesada que la horizontal.

- El interés intrínseco de la forma:
  - Por el tema representado, en función de los deseos y temores del espectador. Por ejemplo, una cabeza, como soporte de la mente,  pesa mucho en el cuadro.
  - Por su complejidad formal u otro factor; la propia pequeñez puede ejercer fascinación, aumentando el peso.
- El conocimiento previo de la densidad o resistencia de los elementos representados, por lo que atribuiremos algo más de peso a la representación de una bola de plomo que a la de otra de cristal; factor discutible, según Arnheim.

Lo que diferencia al peso visual del resto de las fuerzas visuales es que se trata de una característica intrínseca de cada elemento de la composición, mientras que otras fuerzas pueden actuar con independencia del objeto que las produce o sobre el que se aplican. Los elementos que componen una fuerza visual son tres, como en los vectores descritos por la física: punto de aplicación, intensidad y dirección. Estos elementos pueden ser inducidos por determinantes no visibles, por ejemplo la dirección izquierda-derecha de lectura de la imagen o las direcciones de mirada de los personajes representados. Según esto, podríamos definir el peso visual como una clase de fuerza visual inseparable de las figuras, que se caracteriza por un punto de aplicación en el centro de gravedad del objeto, una intensidad debida a los factores ya enumerados y una dirección que es siempre vertical y hacia abajo. 

## Antecedentes
Fue muy utilizado durante la etapa Romántica  y la  Gótica debido a que su legado es anterior. En estas etapas se daba sobre todo en composiciones religiosas, debido a que en aquella época, casi todo arte estaba relacionado y pagado por la Iglesia. En estas composiciones Dios se situaba en el centro de la imagen y el resto de los personajes a su derecha e izquierda por orden de importancia.

## Ley de la Balanza en la Pintura
Un claro ejemplo de estas composiciones religiosas sería el Pantocrátor. Frontal de altar de la Seu d'Urgell o de los apóstoles (siglo XII).
El juramento de los Horacios, de Jaques-Louis David (1784) también es un ejemplo de como vemos esa ley compositiva de la balanza en la pintura.